# Дербенди
Династия Дербендидов — третья династия ширваншахов (1382—1602). С 1382 по 1538 правила Ширваном как независимым государством Ширваншахов.
- Ибрагим I, ширваншах 1382—1417
- Халил-улла I, сын Ибрагима I, ширваншах 1417—1465
- Фаррух Йасар I, сын Халил-уллы I, ширваншах 1465—1500
- Бахрамбек, сын Фаррух Йасара I,ширваншах 1500—1501
- Газибек, сын Фаррух Йасара I,ширваншах 1501—1502
- Султан Махмуд, сын Газибека, ширваншах 1502
- Ибрагим II, сын Фаррух Йасара I, ширваншах 1502—1524
- Халил-улла II, сын Ибрагима II, ширваншах 1524—1535
- Фаррух Йасар II, сын Ибрагима II, ширваншах 1527—1528
- Шахрух, сын Фаррух Йасара II, ширваншах 1535—1539

В 1538 году государство Ширван попадает в зависимость к государству Сефевидов.
В дальнейшем были некоторые претенденты на титул ширваншаха, которых по традиции также относят к династии Дербенди:
- Бурхан Али-султан 1548—1549
- Мехраб 1550
- Гурбан Али 1550
- Гасим Мирза 1554
- Кавус Мирза 1577—1578
- Абу Бакр, вали (правитель вилаета) Ширван Османской Империи 1578—не позднее 1602